# Julia Morley
Julia Morley, född 25 oktober 1939 i London, är en brittisk affärskvinna som äger varumärket och skönhetstävlingen Miss World.